# Долине (Прњавор)
Долине су насељено мјесто у општини Прњавор, Република Српска, БиХ. Према попису становништва из 1991. у насељу је живјело 193 становника.

## Становништво
| Демографија | Демографија | Демографија |
| Година      | Становника  | Становника  |
| ----------- | ----------- | ----------- |
| 1961.       | 188         |             |
| 1971.       | 195         |             |
| 1981.       | 148         |             |
| 1991.       | 193         |             |